# 黑夜之後
《黑夜之後》（日语：アフターダーク、英語：After Dark）是ASIAN KUNG-FU GENERATION在2007年11月7日發售的第10張主要單曲。

## 概要
- 以單曲來說，是『某個小鎮的深藍色』發行以後足有一年的作品。

## 收錄曲
1. （黑夜之後）   
  - 東京電視台卡通『BLEACH 』第7期片頭曲。
  - PV由宮崎将演出，成員穿上裝有翅膀的西裝（在西裝的裡面裝有硬膠片去支撐著穿過西裝的翅膀）而在PV首次解除禁令下，在Space Shower TV的「HOT50 チャートコバーン」（音樂流行榜）節目上榜。
  - PV的一個小插曲是在卡拉OK的片段唱著「未來的碎片」。
2. （由比海濱 Kite）  
  - 於前作『某個小鎮的深藍色』c/w的（鵠沼的Surf）後，一次錄過完成製作的。
  - 歌的最後聽到成員的笑聲是在錄音期間，正在打賭「如果誰失誤就要罰要脫一件衣服」時一併錄了音的。